# Chibuleo
Los chibuleos constituyen uno de los pueblos étnicos de la nacionalidad indígena Kichwas de la Sierra de Ecuador. Su principal localidad se asienta en la parroquia Juan Benigno Vela, cantón Ambato, al suroeste de la provincia de Tungurahua. También se los puede encontrar al sur del Cotopaxi.

## Historia
El origen del nombre se debe a una planta llamada Chibu que mucho antes habitaba en este lugar y leo proviene de los descendientes de la cultura Panzaleo en la provincia de Tungurahua del cual son originarios. 
Chibuleo está formado por cuatro comunidades: San Francisco, San Alfonso, San Pedro y San Luis. La Organización de segundo grado denominada UNOPUCH (Unión de Organizaciones del pueblo Chibuleo), incluye también a las comunidades de San Miguel, Chacapungo y Pataló Alto.
Aproximadamente un 95% de la población habla el idioma kichwa y como su segunda lengua el español.

## Organización sociopolítica
La estructura política del pueblo Chibuleo está conformada por: 
- Asamblea General Comunitaria, como máxima autoridad;
- Consejo de Gobierno Comunitario,
- Presidente del Consejo de Gobierno, Secretarías del Consejo de Gobierno y Coordinadores Sectoriales.[1]

Las leyes comunitarias se plasman en un documento que incluye todos los acuerdos y resoluciones adoptadas por el congreso comunitario, que se realiza cada dos años con delegados elegidos en cada uno de los sectores o barrios de la comunidad.

## Prácticas productivas
El pueblo chibuleo tiene como eje productivo la actividad agrícola, que por su ubicación geográfica para sembrar productos como papas, mellocos, cebada, hortalizas y maíz, a través del denominado «sistema de cuadras». En relación con la ganadería, se dedican a la crianza de ganado vacuno y caballar y en menor proporción a la crianza de animales domésticos como borregos, chanchos, gallinas, cuyes, conejos, destinados al consumo de la comunidad y a los mercados de la provincia.
La Unión de Organizaciones del pueblo de Chibuleo, (Unopuch) produce de forma asociativa alrededor de 1.500 litros diarios de leche, proveyendo a la industria láctea privada.

### Actividades financieras
Del pueblo chibuleo han nacido los mentalizadores en crear instituciones financieras del sector indígena, mismas que se han enfocado en dar apoyo económico a comunidades que no contaban con el apoyo de la banca comercial nacional. Entre las más representativas se encuentran las Cooperativas de Ahorro y Crédito Mushuc Runa, Chibuleo, Ambato, Kullki Wasi, etc.

## Costumbres, símbolos y creencias
Entre sus fiestas más significativas se encuentra el Inti Raymi, ceremonia andina de origen incaico en honor del sol, que se realiza cada solsticio de invierno (24 de junio, en el hemisferio sur) en agradecimiento de las cosechas recibidas. Otras celebraciones son la Fiesta de los Caporales, Fiesta de los Reyes Magos y también otras fiestas religiosas de origen mestizo en honor de San Francisco, San Isidro, San Pedro, San Luis, etc.

### Vestimenta
En relación con su vestimenta, las mujeres visten con una bayeta  de color negro con filos bordados, blusa blanca de manga corta en la parte posterior bordada, anaco negro con filos bordados, faja (chumpi) de colores en la cintura, sombrero blanco, dos tupus, una hembra huasca, orejeras de corales rojas y cuentas metálicas doradas; los hombres se visten poncho de color rojo con filos bordados y dos franjas verticales de colores, camisa y pantalón blanco.

## Prácticas artísticas
Este pueblo canta y baila al son de los pingullos, rondadores, huancas, bocinas y actualmente hay varias orquestas que entonan música nacional.
En el campo de la pintura ha destacado el artista Sairy Túpac Lligalo Malisa, cuya habilidad para dibujar y pintar escenas de la realidad indígena actual lo ha llevado a exponer en Europa y en Estados Unidos. Otro de los artistas es Carlos Gualo, radicado en España.

### Artesanía
Los chibuleos realizan artesanías como, lishtas, blusas bordadas a mano, shigras, rebozos, anacos, ponchos y muchikus (sombreros), que destinan al consumo comunitario, nacional e incluso internacional.

## Líderes Indígenas
Personajes como Nazario Caluña Espín + (Tayta Nazario), José Lligalo y Juan Lligalo fueron partícipes en la creación de organizaciones como el Movimiento Indígena de Tungurahua, la Ecuarunari y la Confederación de Nacionalidades Indígenas del Ecuador, CONAIE.

## Educación Intercultural
El Pueblo Chibuleo cuenta con la Unidad Educativa del Milenio Chibuleo (Kay Warankapak Tantachishka Yachaywasi Chibuleo).